# Timorhoningvogel
De timorhoningvogel (Dicaeum hanieli) is een zangvogel uit de familie Dicaeidae (bastaardhoningvogels). 

## Taxonomie
De vogel werd in 1912 door de Oostenrijkse dierkundige Carl Edward Hellmayr geldig als soort beschreven en vernoemd naar de persoon die de vogel in 1911 ontdekte, C.B. Haniel. Dit taxon werd lange tijd (toen het soortbegrip ruimer werd opgevat) als een ondersoort van de Javaanse honingvogel beschouwd. Uit onderzoek gepubliceerd in 2019 bleek dat de status als aparte soort (wederom) verdedigbaar is.

## Herkenning
De vogel is ongeveer 8 centimeter lang. De vogel lijkt sterk op de Javaanse honingvogel. Bij het volwassen mannetje zijn de kop, rug, vleugels en staartveren staalblauw. De buik en borst zijn overwegend wit met een zweem van geel met op de keel en borst een rode vlek. Bij deze soort is de rode vlek kleiner dan bij de Javaanse honingvogel.

## Verspreiding en leefgebied
De soort komt alleen voor op het eiland  Timor. De leefgebieden liggen in natuurlijk tropisch bos op hoogten onder de 2400 meter boven zeeniveau.